# Ofelia Plads
Ofelia Plads (fra 2010 til 2013 Ofelia Beach) er en plads i indre København beliggende på den gamle Kvæsthusbro ved Skuespilhuset for enden af Sankt Annæ Plads. Pladsen er privat ejet og drives i et partnerskab mellem Det Kongelige Teater og ejendoms- og servicevirksomheden Jeudan, under Foreningen Ofelia Plads. De har som formål at fremme og understøtte kulturoplevelser i byens centrum. Under Ofelia Plads er et fleretagers parkeringanlæg. Pladsen og parkeringskælderen er tegnet af Lundgaard & Tranberg Arkitektur.

## Praktiske informationer
Ofelia Plads er omgivet af vand, men det er ikke tilladt at bade fra pladsen eller Kyssetrappen. Havnereglementet forbyder badning i dette område grundet meget trafik, rev og store sten samt risiko for bakterier efter overløb. Der henvises til sikre badezoner ved Havnegade, Nordhavn og Islands Brygge. Overtrædelse af forbuddet kan medføre en bøde.[kilde mangler]

## Historie
Kvæsthusbroen blev opført i årene 1848 til 1850 og fik sit navn efter sygehuset (kvæsthus), som lå på Sankt Annæ Plads 30. Det blev dengang brugt som et område, hvor handelsskibe læssede varer af og på, og passagerskibe sejlede til og fra destinationer som Aalborg, Aarhus, Bornholm og Oslo. Ved årtusindeskiftet blev det sidste passagerskib styret til Nordhavn.
Fra 2010 til 2012 blev projektet 'Ofelia Beach' igangsat og bød på en testperiode med aktiviteter som sandskulptur-festival, opera, ballet, CPH. Design week mm. Byggeriet af den nuværende Ofelia Plads begyndte i 2013 og blev finansieret af Realdania.
Siden 2016 har Foreningen Ofelia Plads stået bag kulturelle arrangementer såsom Klassisk på Kyssetrappen, Jazz på Pladsen og den årlige Sankt Hans-fejring. Det er også Foreningens opgave at vedligeholde pladsens æstetik og funktionalitet.

## Tour de France og EM fanzone
I 2016 besøgte TV2 Tour de France 10 byer i Danmark. Turen startede i Aarhus og fortsatte gennem Øster Hurup, Harboøre, Juelsminde, Give, Åbenrå, Varde, Bogense, Marielyst, før den sluttede i København på Ofelia Plads.
I anledning af EURO 2020 blev Ofelia Plads omdannet til en fanzone, hvor mange oplevede EM på storskærm. Eventet blev dog først afviklet i 2021 på grund af corona-epidemien, som forhindrede afvikling i 2020.